# هوبنریت
هوبنریت  (به انگلیسی: Huebnerite) با فرمول شیمیایی MnWO4 از مجموعه کانی هاست و از نام هونبر مهندس معدن آلمانی اخذ شده‌است. به سختی در HCl و H۲SO۴ حل می‌شود. MnO:۲۳٫۴۲٪  WO۳:۷۶٫۵۸٪   از نظر شکل بلور: منشوری - قرصهای کوچک، رنگ: قهوه‌ای قرمز - سیاه متمایل به قهوه ای، شفافیت: نیمه شفاف - کدر(اپاک)، شکستگی: نامنظم، جلا: نیمه فلزی - خاکستری، رخ: کامل، سیستم تبلور: مونوکلینیک و در رده‌بندی ولفرامات است همچنین خاصیت مغناطیسی ندارد و منشأ تشکیل آن پنوماتولیتی است.
همایند کانی‌شناسی (پارانژ) آن - ولفرامیت- کاسیتریت- توپاز و غیره است
، از نظر ژیزمان بلوری - آگرگات موازی تا نیمه کروی کمیاب است و بیشتر در آلمان غربی و شرقی، چک اسلواکی، فرانسه، آمریکا، پرو و بولیوی یافت می‌شود.

## منبع
- پردیس کشاورزی ایران